# Jack Guy Lafontant
Jack Guy Lafontant (ur. 4 kwietnia 1961) – haitański lekarz, profesor i polityk, w latach 2017–2018 premier Haiti.

## Życiorys
Jack Guy Lafontant w 1987 ukończył medycynę na Wydziale Medycyny i Farmacji Université d'État d'Haïti w Port-au-Prince. Od tego czasu specjalizował się i pracował jako gastroenterolog. W latach 1987–1988 pracował w szpitalu w Les Cayes. W latach 1990–1992 pełnił funkcję konsultanta medycznego w Ministerstwie Pracy, Transportu Publicznego i Komunikacji. Od 1992 do 1994 pracował w szpitalu uniwersyteckim w Fort-de-France. Od stycznia 1995 do listopada 2005 zajmował stanowisko dyrektora szpitala Hôpital Sainte Croix w Léogâne.
Był profesorem gastroenterologii na uniwersytetach Université d'État d'Haïti oraz Université Notre Dame d'Haïti. Należał do American College of Gastroenterology z siedzibą w Bethesda oraz haitańskiego Association Médicale Haïtienne. W latach 2016–2017 pełnił funkcję dyrektora Klubu Rotary w Pétionville.
22 lutego 2017 został desygnowany przez nowo wybranego prezydenta Jovenela Moïse na stanowisko premiera Haiti. 13 marca 2017 przedstawił skład swojego gabinetu. 16 marca 2017 uzyskał wotum zaufania w Senacie, a 21 marca w Izbie Deputowanych i tego samego dnia został zaprzysiężony.
Jack Guy Lafontant jest żonaty, ma troje dzieci.